# Wachthuis (Fort Zeelandia)

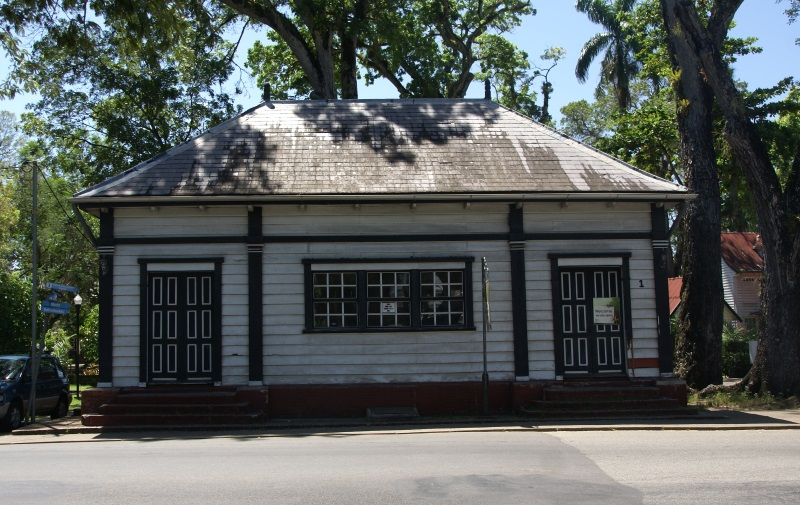
Het wachthuis van Fort Zeelandia.

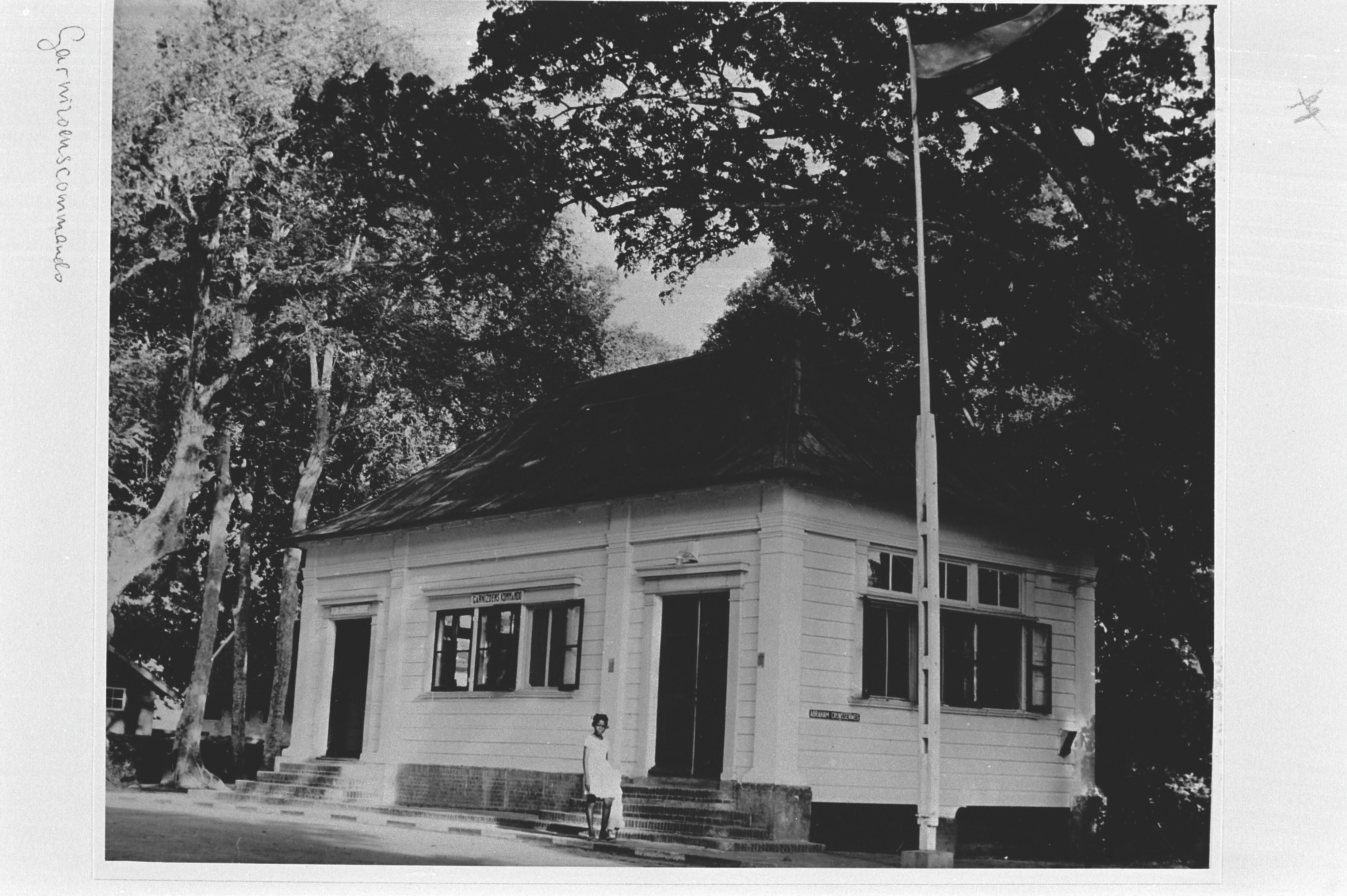
Het wachthuis in 1961.

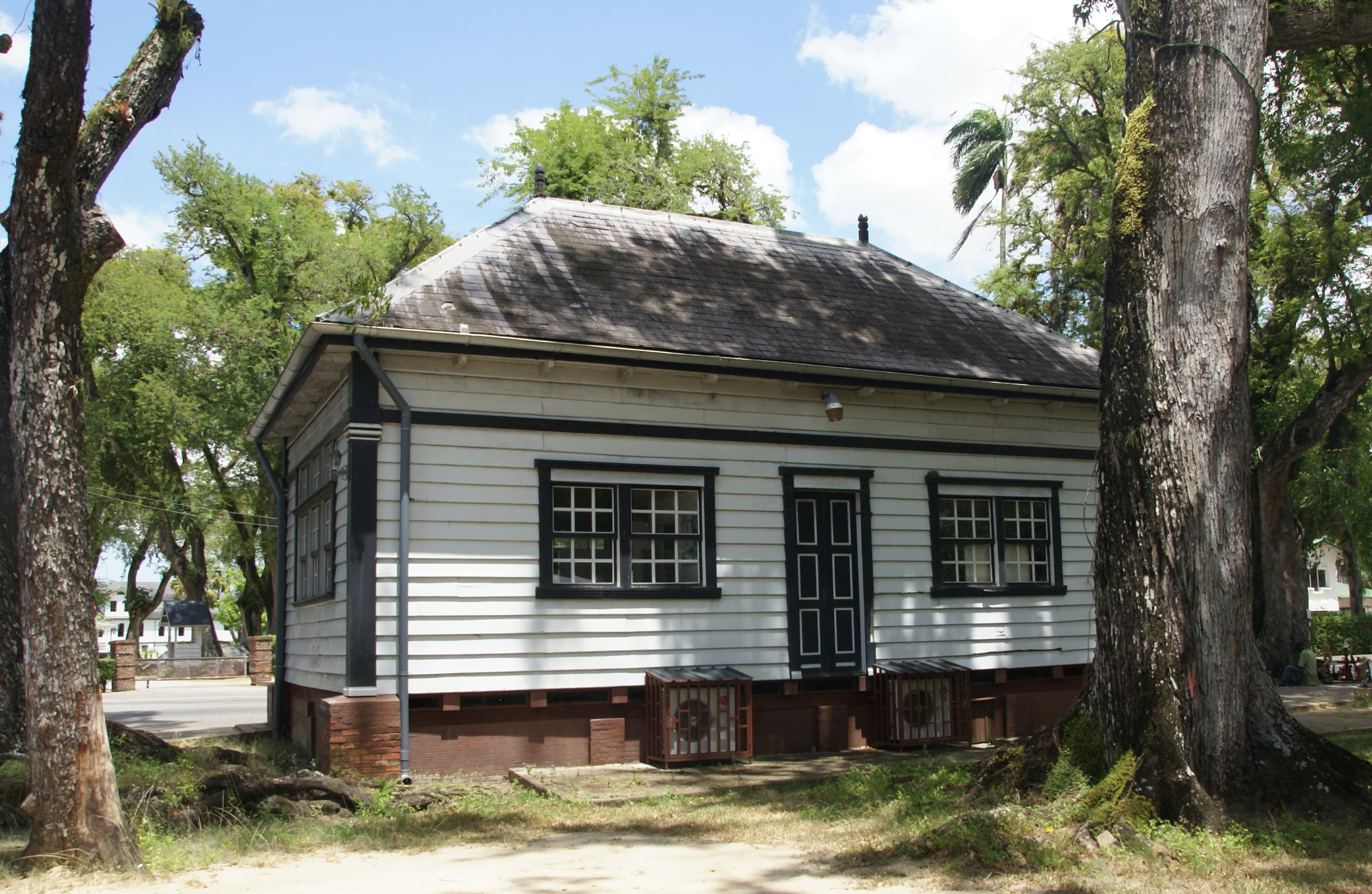
Het wachthuis vanaf het terrein van Fort Zeelandia gezien.

Het Wachthuis van Fort Zeelandia aan Abraham Crijnssenweg 1 is onderdeel van de historische binnenstad van Paramaribo, die sinds 2002 door UNESCO aan de Werelderfgoedlijst is toegevoegd.
Het houten wachthuis werd gebouwd rond 1750 in het buitenfort. Dit is het deel tussen het fort en de verdwenen gracht. Het wachthuis is gelegen aan het Onafhankelijkheidsplein, dat oorspronkelijk het exercitieterrein van het fort was.
De begane grond is opgetrokken uit baksteen en pas later werd er een houten verdieping gerealiseerd.
In de 20e eeuw veranderde de functie van wachthuis naar officierenwoning. In de 21e eeuw werd in het pand een afdeling van het Surinaams Museum gevestigd en werd het een toeristeninformatiecentrum.